# Cartericella
Cartericella là một chi bướm đêm thuộc họ Gelechiidae.